# Chaetophthalmus tonnoiri
Chaetophthalmus tonnoiri là một loài ruồi trong họ Tachinidae.